# Wake Up (Hilary Duff)
Wake Up è una canzone scritta da Hilary Duff insieme all'ex fidanzato Joel Madden e al fratello Benji Madden per il terzo album della cantante statunitense, Most Wanted. Il singolo fu lanciato nel 2005 e debuttò alla posizione 29 nella Billboard Hot 100. Nel Regno Unito debuttò invece al settimo posto, in Irlanda fu il suo più grande successo debuttando alla quinta posizione. In Australia entrò nella top 20.
La canzone parla di tutte le cose non vere che si dicono della cantante, della sua voglia di fuggire e divertirsi.
L'Italia è uno dei Paesi in cui Wake Up ha riscosso il maggior successo: spinto da un'esibizione di Hilary Duff al Festival di Sanremo 2006, il brano schizzò alla posizione numero 2, secondo soltanto a Hung Up di Madonna, diventando uno dei brani di maggior successo degli anni 2000 nel Bel Paese con 21 settimane di permanenza nella top 20.
Nella classifica italiana debutta direttamente alla posizione n. 5 raggiungendo dopo diverse settimane anche la 2ª posizione diventando il maggior successo della Duff. La canzone ebbe un grandissimo successo nelle vendite, nonostante la scarsa programmazione nelle radio. Wake Up si piazza alla numero 7 delle 100 canzoni più vendute nel 2006 riuscendo a scalare big italiani e d'internazionali dal calibro di Madonna (Sorry), Gianna Nannini (Sei nell'anima) e Eros Ramazzotti feat Anastacia (I Belong to You (Il ritmo della passione))
Alla fine dell'ottobre 2005, Wake Up è stata certificata disco d'oro negli States, e molti dissero che Wake Up era la canzone che Hilary Duff doveva fare da tempo, più di So Yesterday e Fly.
La canzone raggiungendo un ottimo risultato in Italia venne invitata ad esibirsi a Sanremo 2006 come ospite internazionale della serata.

## Il video
Il video debuttò in onda su Match Music il 26 agosto 2005, risalendo dalla 29ª alla sesta posizione in sei settimane. Su Total Request Live debuttò settimo e raggiunse la prima posizione per tre giorni. In Italia il video ebbe molto successo rimanendo primo in classifica per diverse settimane. Nel video è possibile scorgere 4 diverse Hilary Duff corrispondenti alle 4 città da lei citate nella canzone: New York (Hilary con il berretto), Londra (Hilary maglietta con la croce rossa), Tokyo (Hilary con capelli neri) e Parigi (Hilary con la sciarpa).

## Tracce
CD 1 (Regno Unito)
1. Wake Up
2. Wake Up (DJ Kaya Dance Remix)

CD 2 (Regno Unito)
1. Wake Up
2. Wake Up (DK Kaya Long Trance Mix)
3. Come Clean (Remix 2005)
4. Wake Up (Video)

Edizione australiana
1. Wake Up
2. Who's That Girl (Versione acustica)

## Classifiche
| Classifica (2005/2006) | Posizione massima |
| ---------------------- | ----------------- |
| Australia              | 15                |
| Austria                | 46                |
| Europa                 | 20                |
| Francia                | 24                |
| Germania               | 68                |
| Irlanda                | 5                 |
| Italia                 | 2                 |
| Norvegia               | 5                 |
| Nuova Zelanda          | 24                |
| Paesi Bassi            | 38                |
| Regno Unito            | 7                 |
| Spagna                 | 9                 |
| Svezia                 | 45                |
| Svizzera               | 31                |
| U.S. Billboard Hot 100 | 29                |
| U.S. Billboard Pop 100 | 22                |

## Andamento nella classifica dei singoli italiani
| Posizione | 5 | 13 | 14 | 15 | 5 | 9 | 5 | 13 | 9 | 6 | 5 | 3 | 2 | 4 | 3 | 4 | 4 | 9 | 7 | 10 | 20 |